# JTC 1/SC 36
JTC 1/SC 36 «Інформаційні технології в навчанні, освіті та підготовці» (JTC 1/SC 36 «Information technologies for learning, education, and training, ITLET») є технічним комітетом Спільного технічного комітету Міжнародної організації зі стандартизації (ISO, International Organization for Standardization) та Міжнародної електротехнічної комісії (IEC, International Electrotechnical Commission), який займається стандартизацією технологій електронного навчання. Комітет був створений в листопаді 1999 р. на пленарному засіданні JTC 1 в Сеулі (Республіка Корея).

## Сфера відповідальності
Стандартизація в області інформаційних технологій для навчання, освіти і підготовки кадрів (Information technologies for learning, education, and training, ITLET) для підтримки окремих осіб, груп або організацій, а також для забезпечення сумісності і повторного використання ресурсів та інструментів.
Винятками із цієї області є:
- стандарти або технічні звіти, які визначають освітні стандарти (компетенції), культурні конвенції, цілі навчання або конкретний навчальний зміст;
- роботи, що виконуються іншими технічними комітетами або робочими групами ІСО або МЕК щодо компонентів, спеціальностей, або доменом їх сфер відповідальності. Замість цього, коли це доречно, мають бути включеними

посилання на нормативні чи інформативні інші стандарти. Наприклад — документи зі спеціальних тем, таких як мультимедіа, вебконтент, культурна адаптація та безпека.

## Члени комітету
Членами комітету ISO/IEC JTC 1/SC 36 [Архівовано 7 серпня 2020 у Wayback Machine.] є 44 країни (26 дійсних і 18 асоційованих члени).
Дійсними членами JTC 1/SC 36 (Participating Members) є: Австралія (відповідальна організація — SA), Алжир (IANOR), Велика Британія (BSI), Німеччина (DIN), Данія (DS), Індія (BIS), Іспанія (UNE), Італія (UNI), Казахстан (KAZMEMST), Канада (SCC), Кенія (KEBS), Китай (SAC), Нідерланди (NEN), Норвегія (SN), Португалія (IPQ), Російська Федерація (GOST R), Словаччина (SOSMT), США, Туніс (INNORPI), Уганда (UNBS), Україна (DSTU), Фінляндія (SFS), Франція (AFNOR), Швеція (SIS), Південна Африка (SABS), Південна Корея (KATS), Японія (JISC).
Асоційованими членами JTC 1/SC 36 (Observing Members) є: Австрія (відповідальна організація — ASI); Аргентина (IRAM), Бельгія (NBN), Боснія і Герцеговина (BAS), Гана (GSA), Гонконг (ITCHKSAR), Індонезія (BSN), Іран (ISIRI), Ірландія (NSAI), Колумбія (ICONTEC), Нова Зеландія (NZSO), Румунія (ASRO), Саудівська Аравія (SASO), Сербія (ISS), Туреччина (TSE), Чехія (UNMZ), Швейцарія (SNV), Угорщина (MSZT).

## Структура ISO/IEC JTC 1/SC 36
Голова: Эрланд Оверби (Erlend Overby), Норвегія
Секретарь — Еунсок Ким (Eunsook Kim), Південна Корея
Функції секретаріату комітету виконує KATS Korea, Republic of Korean Agency for Technology and Standards [Архівовано 12 квітня 2022 у Wayback Machine.]

### Робочі групи
У складі ISO/IEC JTC 1/SC 36 утворено вісім робочих груп і одна консультаційна група з бізнес планування та комунікації:
- Перша робоча група (WG1) «Термінологія» (утворена в 2001 р.);
- Друга робоча група (WG2) «Технології колективної роботи» (утворена в 2001 р.);
- Третя робоча група (WG3) «Інформація про здобувача освіти» (утворена в 2001 р.);
- Четверта робоча група (WG4) «Управління та доставка [контенту]» (утворена в 2002 р.);
- П'ята робоча група (WG5) «Забезпечення якості та структури описів» (утворена в 2002 р.);
- Шоста робоча група (WG6) «Платформа, сервіси та специфікації для інтеграції» (утворена в 2004 р.);
- Сьома робоча група (WG7) «Культурні, мовні та індивідуальні потреби» (утворена в 2004 р.)
- Восьма робоча група (WG8) «Інтероперабельність навчальної аналітики»

| Робоча група                                          | Назва групи                                       | Коло повноважень |
| ----------------------------------------------------- | ------------------------------------------------- | --- |
| ISO/IEC JTC 1/SC 36/WG 1                              | Термінологія                                      | Розробка стандартів термінології з навчання, освіти та підготовки з метою приведення у відповідність з чинним стандартом IT лексики ISO/IEC 2382 |
| ISO/IEC JTC 1/SC 36/WG 2                              | Технології колективної роботи                     | Стандартизація зони технологій співробітництва [групових спільних робіт], інтелектуальних технологій агента і інтелектуальних систем при запровадженні ITLET. |
| ISO/IEC JTC 1/SC 36/WG 3                              | Інформація про здобувача освіти                   | Стандартизація інформації про роль і організаційні позиції учасників системи ITLET, персональну інформацію при використанні системи ITLET |
| ISO/IEC JTC 1/SC 36/WG 4                              | Управління та доставка                            | ІТ-споріднена стандартизація, пов'язана із управлінням і здійсненням навчання, освіти і професійної підготовки та допоміжними технологіями |
| ISO/IEC JTC 1/SC 36/WG 5                              | Забезпечення якості та структури описів           | Стандартизація рамкових принципів і функцій підтримки для області навчання, освіти та підготовки, зокрема, щодо електронного навчання |
| ISO/IEC JTC 1/SC 36/WG 6                              | Платформа, сервіси та специфікації для інтеграції | Стандартизація, як конкретні технології можуть бути інтегровані в систему ITLET для підтримки розвитку, інтеграції і використання платформ, послуг і специфікацій, з метою виконання конкретних вимог зацікавлених сторін області навчання, освіти та підготовки                                                             |
| ISO/IEC JTC 1/SC 36/WG 7                              | ITLET — Культурні, мовні та індивідуальні потреби | Розробка стандартів, що забезпечують адаптацію вимог окремих користувачів, в тому числі вимог користувачів з обмеженими можливостями в системі ITLET |
| ISO/IEC JTC 1/SC 36/WG 8                              | Інтероперабельність навчальної аналітики          | Розробка стандартів для збору, вивчення і аналізу різних типів і взаємозв'язків даних, таких як взаємодії даних учня, пов'язаних з використанням цифрових ресурсів, навчання і журналів навчальної діяльності, результатів навчання і структурованих даних про програми, навчальні програми і пов'язані з ними повноваження. |
| ISO/IEC JTC 1/AG-BPC(Business Plan and Communication) | Бізнес планування та комунікації                  | Допомога Голові і секретаріату технічного комітету в огляді та оновленні SC36 бізнес-плану і підтримки комітету в створенні і розробці бізнесових, комунікаційних і маркетингових стратегій, напрямків і планів. |

## Міжнародна взаємодія
ISO/IEC JTC 1/SC 36 в своїй роботі над стандартами активно взаємодіє з міжнародними, регіональними і галузевими організаціями та об'єднаннями. В їх числі:
- IEEE LTSC, IEEE Learning Technology Standards Committee — Комітет із стандартизації технологій навчання Інституту інженерів з електротехніки та електроніки; [Архівовано 24 квітня 2017 у Wayback Machine.]
- AICC, Aviation Industry Computer-Based Training Committee — Міжнародна асоціація, що об'єднує професіоналів в сфері навчання, заснованого на комп'ютерних технологіях в авіаційній галузі;]
- IMS Global Learning Consortium — Всесвітня асоціація організацій, що має на меті інтеграцію передових технологій навчання;
- http://dublincore.org/ [Архівовано 3 серпня 2019 у Wayback Machine.] DCMI, Dublin Core Metadata Initiative — Ініціатива метаданих Дублінського ядра;
- AUF, Agence universitaire de la Francophonie — Агентство, що об'єднує зусилля університетів, в яких за основну прийнято французьку мову, з виробництва та розповсюдження знань; [Архівовано 23 травня 2017 у Wayback Machine.]
- http://letsi.org/ [Архівовано 10 травня 2017 у Wayback Machine.] LETSI, International Federation for Learning, Education, and Training Systems Interoperability — Фонд підтримки інновацій та функціональної сумісності технологій навчання;
- CEN TC 353, Technical Committees 353 «Information and Communication Technologies for Learning, Education and Training» European Committee for Standardization — Технічний комітет 353 «Інформаційні та комунікаційні технології в навчанні, освіті та підготовці» Європейського комітету стандартизації [Архівовано 30 грудня 2020 у Wayback Machine.];
- CEN WS-LT, Learning Technologies Workshop — Конференції (семінари) за технологіями навчання Європейського комітету зі стандартизації;
- Advanced Distributed Learning Initiative (ADL) Sharable Content Object Reference Model (SCORM), ADL SCORM — зразкова модель об'єкта контенту для спільного використання, Ініціативної групи Просунутого розподіленого навчання. [Архівовано 8 грудня 2015 у Wayback Machine.]

## Каталог чинних стандартів
ISO/IEC JTC 1/SC 36 розробляв 39 стандартів, які є чинними [Архівовано 12 грудня 2018 у Wayback Machine.]:
- ISO/IEC 12785-1:2009 Information technology — Learning, education, and training — Content packaging — Part 1: Information model
- ISO/IEC 12785-1:2009/Cor 1:2013
- ISO/IEC 12785-2:2011 Information technology — Learning, education, and training — Content packaging — Part 2: XML binding
- ISO/IEC 19778-1:2015 Information technology — Learning, education and training — Collaborative technology — Collaborative workplace — Part 1: Collaborative workplace data model
- ISO/IEC 19778-2:2015 Information technology — Learning, education and training — Collaborative technology — Collaborative workplace — Part 2: Collaborative environment data model
- ISO/IEC 19778-3:2015 Information technology — Learning, education and training — Collaborative technology — Collaborative workplace — Part 3: Collaborative group data model
- ISO/IEC 19780-1:2015 Information technology — Learning, education and training — Collaborative technology — Collaborative learning communication — Part 1: Text-based communication
- ISO/IEC 19788-1:2011 Information technology — Learning, education and training — Metadata for learning resources — Part 1: Framework
- ISO/IEC 19788-1:2011/Amd 1:2014
- ISO/IEC 19788-2:2011 Information technology — Learning, education and training — Metadata for learning resources — Part 2: Dublin Core elements
- ISO/IEC 19788-2:2011/Amd 1:2016 Non-literal content value data elements
- ISO/IEC 19788-3:2011 Information technology — Learning, education and training — Metadata for learning resources — Part 3: Basic application profile
- ISO/IEC 19788-3:2011/Amd 1:2016
- ISO/IEC 19788-4:2014 Information technology — Learning, education and training — Metadata for learning resources — Part 4: Technical elements
- ISO/IEC 19788-5:2012 Information technology — Learning, education and training — Metadata for learning resources — Part 5: Educational elements
- ISO/IEC 19788-8:2015 Information technology — Learning, education and training — Metadata for learning resources — Part 8: Data elements for MLR records
- ISO/IEC 19788-9:2015 Information technology — Learning, education and training — Metadata for learning resources — Part 9: Data elements for persons
- ISO/IEC 19796-1:2005 Information technology — Learning, education and training — Quality management, assurance and metrics — Part 1: General approach
- ISO/IEC 19796-3:2009 Information technology — Learning, education and training — Quality management, assurance and metrics — Part 3: Reference methods and metrics
- ISO/IEC 20006-1:2014 Information technology for learning, education and training — Information model for competency — Part 1: Competency general framework and information model
- ISO/IEC 20006-2:2015 Information technology for learning, education and training — Information model for competency — Part 2: Proficiency level information model
- ISO/IEC 20016-1:2014 Information technology for learning, education and training — Language accessibility and human interface equivalencies (HIEs) in e-learning applications — Part 1: Framework and reference model for semantic interoperability
- ISO/IEC 2382-36:2013 Information technology — Vocabulary — Part 36: Learning, education and training
- ISO/IEC 23988:2007 Information technology — A code of practice for the use of information technology (IT) in the delivery of assessments
- ISO/IEC 24703:2004 Information technology — Participant Identifiers
- ISO/IEC 24751-1:2008 Information technology — Individualized adaptability and accessibility in e-learning, education and training — Part 1: Framework and reference model
- ISO/IEC 24751-2:2008 Information technology — Individualized adaptability and accessibility in e-learning, education and training — Part 2: «Access for all» personal needs and preferences for digital delivery
- ISO/IEC 24751-3:2008 Information technology — Individualized adaptability and accessibility in e-learning, education and training — Part 3: «Access for all» digital resource description
- ISO/IEC 29187-1:2013 Information technology — Identification of privacy protection requirements pertaining to learning, education and training (LET) — Part 1: Framework and reference model
- ISO/IEC TR 12785-3:2012 Information technology — Learning, education, and training — Content packaging — Part 3: Best practice and implementation guide
- ISO/IEC TR 18120:2016 Information technology — Learning, education, and training — Requirements for e-textbooks in education
- ISO/IEC TR 18121:2015 Information technology — Learning, education and training — Virtual experiment framework
- ISO/IEC TR 19788-11:2017 Information technology — Learning, education and training — Metadata for learning resources — Part 11: Migration from LOM to MLR
- ISO/IEC TR 20748-1:2016 Information technology for learning, education and training — Learning analytics interoperability — Part 1: Reference model
- ISO/IEC TR 24725-1:2011 ITLET supportive technology and specification integration — Part 1: Framework
- ISO/IEC TR 29127:2011 Information technology — System Process and Architecture for Multilingual Semantic Reverse Query Expansion
- ISO/IEC TS 20013:2015 Information technology for learning, education and training — A reference framework of e-Portfolio information
- ISO/IEC TS 29140-1:2011 Information technology for learning, education and training — Nomadicity and mobile technologies — Part 1: Nomadicity reference model
- ISO/IEC TS 29140-2:2011 Information technology for learning, education and training — Nomadicity and mobile technologies — Part 2: Learner information model for mobile learning

## Каталог стандартів, що розробляються
На стадії розробки в комітеті знаходяться 9 стандартів [Архівовано 12 грудня 2018 у Wayback Machine.]:
- ISO/IEC 19788-7 Information technology — Learning, education and training — Metadata for learning resources — Part 7: Bindings
- ISO/IEC CD 24751-1 Information technology — Individualized adaptability and accessibility in e-learning, education and training — Part 1: Framework and reference model
- ISO/IEC CD 29187-1 Information technology — Identification of privacy protection requirements pertaining to learning, education and training (LET) — Part 1: Framework and reference model
- ISO/IEC CD 40183 Information technology — Learning, education and training — Quality for learning, education and training — Methods and metrics
- ISO/IEC DIS 19479 Information technology for learning, education, and training — Learner mobility achievement information (LMAI)
- ISO/IEC DIS 2382-36 Information technology — Vocabulary — Part 36: Learning, education and training
- ISO/IEC FDIS 40180 Information technology — Quality for learning, education and training — Fundamentals and reference framework
- ISO/IEC PDTR 20821 Learning environment components for automated contents adaptation
- ISO/IEC PRF TR 20748-2 Information technology for learning, education and training — Learning analytics interoperability — Part 2: System requirements